# Scissirostrum dubium
El estornino culipinto (Scissirostrum dubium) es una especie de ave paseriforme de la familia Sturnidae endémica de las islas Célebes. Es la única especia del género Scissirostrum.
Anida en colonias, que con frecuencia llegan a tener varios cientos de parejas. Sus nidos son huecos horadados en troncos de árboles podridos o enfermos en forma similar a los nidos de los pájaros carpinteros. Se alimenta de frutos, insectos y granos.
La especie se distingue por sus cantos y llamadas, tanto en sus colonias como en las bandas mientras buscan alimento.

## Distribución y hábitat
Es endémica de las Célesbes, Indonesia.
Su hábitat natural son las tierras bajas tropicales, y a veces los bosques montanos tropicales abiertos y humedales.